# IAPM模式
完整性感知并行模式（Integrity-aware parallelizable mode）是分组密码的一种工作模式。顾名思义，它允许并行操作以获得更高的吞吐量。

## 加密与认证
在创建之初，IAPM是最早在一次操作中实现身份验证和隐私的密码模式之一。 （在早期的认证加密设计中，需要两次传递：一次用于加密，第二次用于计算MAC 。）
IAPM曾被提议用于IPsec。
其他AEAD方案也提供所有单通道、隐私和身份验证属性。IAPM大部分已被伽罗瓦/计数器模式取代。